# 表土
表土 是泥土的最高層, 通常在頂部15至20厘米。他是泥土中含有最多有機質和微生物的地方。是地球上大多数植物活动的地方，植物也在此吸收養分，而它們的根大部分也長在這裡,表土的深度可以用插入法量度。

## 商業應用
在市場上買到的泥土， 通常作表土用，以改善花園和盆栽裡的土壤品質。